# Хагуш Анрі Єнверович
Анрі Хагуш (рос. Анри Енверович Хагуш, нар. 23 вересня 1986, Гагра) — колишній російський футболіст, захисник. З 2021 року є асистентом головного тренера тульського «Арсенала».

## Клубна кар'єра
Народився 23 вересня 1986 року в місті Гагра. Починав займатися футболом в дитячій спортшколі в Гаграх. 2000 року на запрошення технічного директора московського «Спартака» потрапив у футбольну школу столичного клубу, де навчався 4 роки, а у сезоні 2004 року навіть виступав за «Спартак» в турнірі дублерів, взявши участь у 21 матчі, проте до основної команди не пробився.
Сезон 2005 провів у челябінському «Спартаку», який в той час виступав в Першому дивізіоні, після чого перейшов до білоруського БАТЕ, де з 2007 року стабільно був гравцем основного складу. За два з половиною роки в БАТЕ захисник провів 82 матчі в усіх турнірах за головну команду, забив 1 гол, віддав 6 результативних передач. В рядах борисовчан Хагуш двічі завойовував золото національного чемпіонату. 2008 року він був в числі тих, хто допоміг команді вперше в історії білоруського футболу отримати путівку в групову стадію Лігу чемпіонів, а потім в ній і грав. Крім того, Хагуш — перший абхазький футболіст, якому вдалося взяти участь у поєдинках такого високого рангу.
Наприкінці 2008 року в російських ЗМІ з'явилися повідомлення про можливий перехід Хагуш в один з російських клубів: казанський «Рубін», санкт-петербурзький «Зеніт» та московський ЦСКА.
17 лютого 2009 року було оголошено про підписання Хагушем трирічної угоди з «Рубіном». Однак, керівництво «Рубіна» вирішило віддати його в оренду «Кубані» строком на один рік, і вже наступного дня, 18 лютого, Хагуш прибув до розташування «Кубані». 21 березня Анрі дебютував за новий клуб у матчі 2 туру чемпіонату Росії проти московського «Спартака» (1:0), провівши на полі весь матч. Всього за «Кубань» провів 23 матчі в чемпіонаті та один матч в Кубку Росії. По закінченню сезону Анрі покинув команду.
На початку 2010 року на правах оренди перейшов в «Ростов». Дебют Хагуша в складі «Ростова» відбувся 13 березня року в домашньому поєдинку проти «Томі». Перший гол в Прем'єр-лізі забив 30 жовтня 2010 року в виїзному поєдинку проти московського «Спартака» (1:2). Всього за «Ростов» провів 45 матчів в чемпіонаті і 4 матчі в кубку країни.
У січні 2012 року підписав короткостроковий контракт до кінця сезону з нальчицьким «Спартаком». Дебют Хагуш в складі «Спартака» відбувся 12 березня в домашньому поєдинку проти «Амкара». Всього за клуб провів п'ять зустрічей. По закінченню сезону покинув команду в статусі вільного агента.
У другій половині 2012 року виступав за «Нафтохімік» (Нижньокамськ) у першості ФНЛ.
На початку березня 2013 підписав контракт з білоруським «Торпедо-БелАЗ». У першому турі у зіткненні з Павелос Войцеховським отримав травму, через яку обидва футболісти вилетіли до кінця сезону, проте Анрі зумів відновитися раніше наміченого терміну і повернувся у стрій у вересні 2013 року, знову зайнявщи місце в основі автозаводцев і ставши одним з найпомітніших футболістів команди.
25 січня 2014 року Анрі підписав контракт з «БАТЕ».. Наприкінці того ж року залишив білоруську команду, провівши за цей час 28 матчів у її складі в національному чемпіонаті.
27 грудня 2014 року став гравцем тульського «Арсенала». Взимку 2021 року Хагуш завершив кар'єру гравця і залишився в тульському «Арсеналі» як асистент головного тренера.

## Виступи за збірну
Виступав за молодіжну збірну Росії, у складі якої провів один матч проти однолітків з Туреччини.
У вересні 2014 року заявив, що готовий виступати за збірну Білорусі, якщо послідує така пропозиція.
З 2016 і до кінця кар'єри виступав у складі збірної Абхазії.

## Досягнення

### Командні
- Чемпіон Білорусі (4): 2006, 2007, 2008, 2014
- Володар Суперкубка Білорусі (1): 2014
- Володар Кубка Білорусі (1): 2005-06

### Особисті
- В списках 22 найкращих футболістів чемпіонату Білорусі (1): збірна «А» — 2008